# From the World of John Wick: Ballerina
From the World of John Wick: Ballerina är en amerikansk action-thillerfilm med premiär 2025. Filmen är regisserad av Len Wiseman, med manus skrivet av Shay Hatten och Emerald Fennell. Det är den första spinoffen på John Wick-franchisen och utspelar sig mellan händelserna i John Wick: Chapter 3 – Parabellum och John Wick: Chapter 4.
Filmen hade svensk premiär den 4 juni 2025.

## Rollista (i urval)
- Ana de Armas – Rooney
- Anjelica Huston – "The Director"
- Norman Reedus – Pine[6]
- Gabriel Byrne – "The Chancellor"[7]
- Lance Reddick – Charon
- Catalina Sandino Moreno
- Ian McShane – Winston Scott
- Keanu Reeves – Jardani Jovonovich / Jonathan "John" Wick[2]

## Produktion
Filminspelningarna påbörjades den 7 november 2022 i Prag. Filmen var i postproduktion i februari 2023.
Filmmusiken är komponerad av Marco Beltrami och Anna Drubich, som anslöt sig till filmen i april 2023.